# Rajadatu
Rajadatu is een bestuurslaag in het regentschap Tasikmalaya van de provincie West-Java, Indonesië. Rajadatu telt 4720 inwoners (volkstelling 2010).